# ロジャー・エリオット
ロジャー・ジェームズ・エリオット（英: Roger James Elliott、1928年12月8日 - 2018年4月16日）は、イギリスの理論物理学者。凝縮系の磁気・半導体・光学的性質を専門とした。

## 略歴
チェスターフィールドに生まれ、1952年にオックスフォード大学から数学と理論物理学でPh.D.を取得した。1952年と1953年にカリフォルニア大学バークレー校で研究員となった後、1955年までイギリスの原子力研究機構で働いた。1955年にレディング大学の講師に任命された。1957年にオクスフォードに戻り、1974年から1988年まで物理学のウィカム教授だった。1988年から1993年までオックスフォード大学出版局の最高経営責任者を務めた。
英国物理学会から1968年にマクスウェル賞を、1990年にガスリー賞を受賞された。1976年には王立協会フェローに選出され、1987年にナイトに叙された。1983年にパリ大学から、1991年にバース大学から、1993年にエセックス大学から名誉理学博士号を授与された。2018年4月16日に89歳で亡くなった。